# Günther-Joachim Rothe
Günther-Joachim Rothe (* 24. Juni 1915 in Osterode in Ostpreußen; † 18. Juli 2003 in Taunusstein) war ein deutscher Offizier, zuletzt Brigadegeneral der Bundeswehr.

## Leben
Günter Rothe war der Sohn des Amtsgerichtsrats und Majors der Reserve, Ernst Rothe, und der Frida Rothe geborene Bachmann (1887–1970).
Er absolvierte bei der Wehrmacht die Generalstabs-Ausbildung. Als Generalstabsoffizier war er unter anderem beim Wehrmachtbefehlshaber Niederlande eingesetzt. Sein letzter Rang bei der Wehrmacht war Major.
Im April 1956 wurde Rothe als Major in die Bundeswehr eingestellt. Zunächst war er Lehrer für Artilleriewesen an der Heeresoffizierschule I in Hannover, dann Kommandeur des Artillerielehrbataillons in Idar-Oberstein von 1957 bis 1960 und Artilleriestabsoffizier im Stab der 11. Panzergrenadierdivision in Oldenburg im Jahr 1960. Vom 17. November 1960 bis zum 30. September 1963 war er Kommandeur des Artillerieregiments 11 in Oldenburg. Im September 1964 wurde er zum Brigadegeneral befördert. Von Oktober 1963 bis September 1967 war er Kommandeur der Artillerieschule in Idar-Oberstein. Zuletzt war er vom 1. Oktober 1967 bis zum 30. September 1970 Kommandeur der Panzergrenadierbrigade 30 in Ellwangen (Jagst). Mit Ablauf des September 1970 wurde er in den Ruhestand versetzt.
Er war verheiratet mit Gertraud Rothe, geborene Hoppe (1919–2003), die zwei Monate nach ihm starb. Das Grab befindet sich auf dem Friedhof in Luttum.

## Auszeichnungen
- Verwundetenabzeichen in Schwarz (1941)
- Sturmabzeichen (1941)
- Ehrenblattspange des Heeres (1945)
- Verdienstkreuz 1. Klasse des Verdienstordens der Bundesrepublik Deutschland (1970)